# Parti national californien
Le Parti national californien (en anglais : California National Party  - CNP) est un parti politique américain fondé en 2015.
Fondé par Louis J. Marinelli, et présidé actuellement par Theo Slater, le parti a comme objectif l'indépendance de la Californie.

## Historique

### Sovereign California
En 2014, l'activiste politique Louis J. Marinelli lance une campagne pour l'indépendance de la Californie intitulée Sovereign California.
Peu après, Marinelli rencontre le chercheur Marcus Ruiz Evans, auteur d'un livre appelé California's Next Century, qui plaide pour l'obtention par la Californie d'une souveraineté sous-nationale à l'intérieur des États-Unis par le biais d'un processus appelé dévolution du pouvoir. Marinelli adopte cette idée comme mission de la campagne Sovereign California et Marcus Ruiz Evans s'associe à Marinelli.

### Yes California

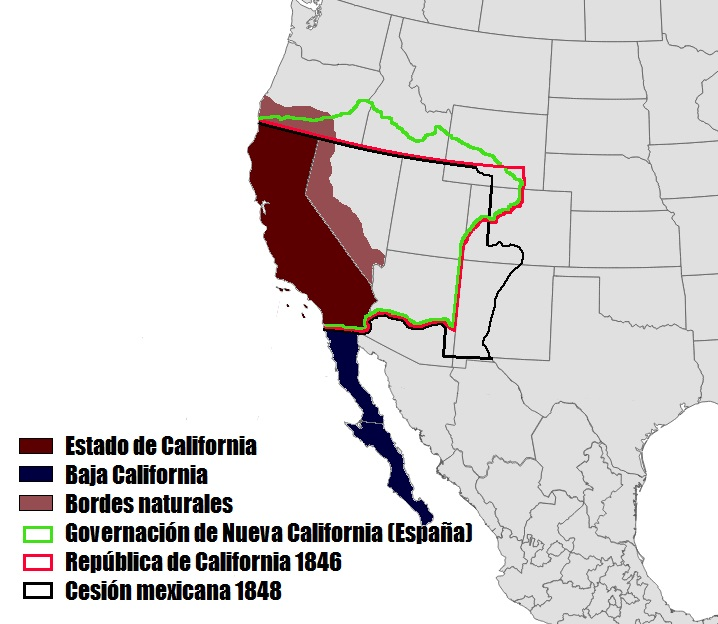
La Californie au cours des siècles.

En 2015, Marinelli et Evans rebaptisent leur campagne Yes California en s'inspirant de la campagne Yes Scotland lancée en 2014 pour obtenir un référendum sur l'indépendance de l'Écosse. Ils adoptent un logo fortement inspiré du logo blanc et bleu de la campagne Yes Scotland, dont ils reconnaissent que c'est un des nombreux éléments de la campagne écossaise qui inspirent leur campagne.
Le rebranding est terminé en décembre 2015 lorsque Marinelli et Evans publient un livre de 165 pages intitulé California’s Future: Your Guide to an Independent California, inspiré de l'ouvrage Scotland’s Future publié en 2013 par Alex Salmond, Premier ministre d'Écosse. 
Ils annoncent leur plan destiné à obtenir l'indépendance de la Californie, ou sécession, par le biais d'un référendum pour l'indépendance de la Californie en 2020 et affirment que 40 % des Californiens veulent la souveraineté.

### Parti national californien
Le Parti national californien est formé en août 2015. Son nom (California National Party) est clairement inspiré de celui du Parti national écossais (Scottish National Party - SNP), le parti politique qui milite pour l'indépendance écossaise, sur les traces duquel Marinelli entend bien marcher, sans pour autant en partager l'idéologie de gauche.
Le parti adopte son premier programme le 9 septembre 2015, le jour du 165e anniversaire de l'admission de la Californie dans l'Union. Marinelli en est le président par intérim.
En décembre 2015, l'historien politique californien Alex Vassar qualifie le parti de « biggest-promising political party you haven’t heard of » (le parti politique le plus prometteur dont vous n'avez jamais entendu parler).
Le 6 janvier 2016, Alex Padilla, secrétaire d'État de Californie (responsable pour l'État du processus électoral), annonce aux 58 comtés de l'État avoir reçu notification de la formation du nouveau parti en date du 7 décembre 2015,. Il attribue au nouveau parti le sigle CNP.
Selon Marinelli « Beaucoup d'Américains seraient enclins à autoriser la Californie à quitter le pays, et je ne pense pas que cela leur nuirait, car cela rendrait le pays plus facile à gouverner ».

## Liste des présidents
- Louis J. Marinelli (2015 - juin 2016)
- Theo Slater (depuis juin 2016)